# Karl Bergmann (Politiker)
Karl Hermann Bergmann (* 7. Juni 1907 in Duisburg; † 21. August 1979 in Essen) war ein deutscher Politiker der SPD.

## Leben und Beruf
Schon kurz nach der Geburt verzog er mit seinen Eltern von Duisburg nach Essen. Dort besuchte er die Volksschule und machte dort auf der Zeche Langenbrahm eine Ausbildung zum Hauer und war später als Lehr-Schießmeister tätig. 1928 wechselte er zur Zeche Ludwig, auf der er 1945 Betriebsratsvorsitzender wurde. Seit 1946 war er hauptamtlicher Geschäftsführer der IG Bergbau in Essen. Ab 1972 war er nach seiner politischen Tätigkeit Vorsitzender der Konsumgenossenschaft Coop West AG.

## Partei
Seit 1921 war er Mitglied der Sozialistischen Arbeiterjugend und trat 1926 der SPD bei. Er war in der Zeit der Weimarer Republik Mitglied des Kreisvorstandes. 1933 wurde er Vorsitzender der Sozialistischen Arbeiterjugend in Groß-Essen. 1945 beteiligte er sich am Wiederaufbau der SPD in Essen und wurde 1946 Mitglied des Unterbezirksvorstandes. Am 6. Februar 1946 wurde er Mitglied des Rates der Stadt Essen.

## Abgeordneter
Bergmann gehörte 1946 bis 1950 dem Landtag von Nordrhein-Westfalen an. Er gehörte seit der ersten Bundestagswahl 1949 bis 1972 dem Deutschen Bundestag an. Er vertrat den Wahlkreis Essen II im Parlament.
Vom 27. Februar 1958 bis zum 21. Januar 1970 war Bergmann auch Mitglied des Europaparlaments.

## Ehrungen
Nach Bergmann ist das Karl-Bergmann-Haus der Arbeiterwohlfahrt in Essen benannt. 1968 wurde ihm das Große Verdienstkreuz mit Stern der Bundesrepublik Deutschland verliehen, 1972 das Große Verdienstkreuz mit Stern.